# Blå slöjan
Blå slöjan är en amerikansk film från 1951 i regi av Curtis Bernhardt. Jane Wyman tilldelades en Golden Globe för sin prestation i denna film. Hon var även nominerad till en Oscar för bästa kvinnliga huvudroll. Även Joan Blondell nominerades för sin roll i kategorin bästa kvinnliga biroll. Historien hade tidigare filmats i Frankrike 1942.

## Handling
Louise Mason bestämmer sig för att viga sitt liv åt att bli barnskötare.

## Rollista
- Jane Wyman - Louise Mason
- Charles Laughton - Fred K. Begley
- Joan Blondell - Annie Rawlins
- Richard Carlson - Gerald Kean
- Agnes Moorehead - Mrs. Palfrey
- Don Taylor - Dr. Robert Palfrey
- Audrey Totter - Helen Williams
- Cyril Cusack - Frank Hutchins
- Everett Sloane - juristen
- Natalie Wood - Stephanie Rawlins
- Vivian Vance - Alicia
- Carleton G. Young - Henry
- Alan Napier - professor Carter
- Warner Anderson - Bill Parker
- Les Tremayne - Joplin
- Dan Seymour - Pelt
- Dan O'Herlihy - Hugh Williams
- Harry Morgan - Charles Hall
- Gary Jackson - Robert Palfrey som barn
- Gregory Marshall - Harrison Palfrey
- Dee Pollock - Tony
- Torben Meyer - fotografen (ej krediterad)